# Сегал Лев Іонтельович
Сегал Лев Іонтельович (рос. Сегал, Лев Ионтелевич, івр. לב סגל; нар. 19 липня 1933, Біла Церква) — ізраїльський скульптор та художник.

## Біографія
Лев Сегал народився 19 липня 1933 року в українському місті Біла Церква. У 1941 році, після початку німецько-радянської війни сім'я Сегал була евакуйована спочатку до Сталінградської області, а потім під обстрілами в Новосибірськ. Повернулися з евакуації вже до Києва. 1947 року, у 14 років Лев Сегал, щоб підтримати сім'ю, пішов працювати на завод, став кваліфікованим механіком і одночасно закінчував вечірню школу. У 1951—1954 pp. служив в армії в інженерних військах, будуючи понтонні мости. Демобілізувавшись Лев Сегал повернувся до Києва і працював механіком з ремонту лічильних та друкарських машинок. Паралельно займався малюнком та скульптурою, навчався у художній студії. У 1973 р. Сегал разом зі своєю родиною репатріювався до Ізраїлю та оселився в м. Нетанія. Спочатку працював механіком на військовій базі, графіком у міській мерії, а потім в обладнаній ним самим майстерні у творчому об'єднанні «Село художників Са-Нур» (Самарія), одним із засновників якого він був. У цей час Сегал створював в основному об'ємні скульптури малої форми, а потім, вивчивши в майстерні скульптора Баруха Сакцієра методику виготовлення форм та процес лиття, створив цілу низку бронзових скульптур великої форми, встановлених у місті Нетанія.

## Творчість
Захопившись карбуванням, Сегал самостійно освоїв цей вид мистецтва та виконав низку карбованих портретів. Серед них: військовий кінооператор, лауреат Сталінської премії Стояновський Семен Абрамович, який загинув у квітні 1945 р. при звільненні Відня, головний диригент Київського театру опери та балету імені Т.Шевченка Чистяков Борис Ілліч, скрипалька Пархоменко Ольга Михайлівна, Міхоелс Соломон Михайлович, Шолом-Алейхем, Маркіш Перець Давидович, Хемінгуей, Бетховен, Шота Руставелі, Іван Котляревський, Леся Українка та ін. Роботи Сегала виставлені на Українській республіканській виставці в Жовтневому палаці були нагороджені медаллю, а карбована композиція «Пастухи» Всесоюзної виставки в Манежі, була удостоєна диплома. Деякі з робіт придбали Національний художній музей України та Музей Лесі Українки (Київ).
Вивезти до Ізраїлю Сегал зміг лише одну свою роботу — карбований портрет С. Міхоелса, виконаний на золотистій латуні, який був у 1973 р. спочатку придбаний для Єрусалимського музею театру «Ідіш», а зараз Національна бібліотека Ізраїлю в Єрусалимі демонструє його серед портретів інших видатних. людей . В Ізраїлі було створено рельєфи «Йом Кіпур», «В. Жаботинський», « Д. Гофштейн», « Н. Паганіні», «Закохані», «Друзі», «Мати з листом»… Усього Сегал створив понад 30 робіт у жанрі портретних рельєфів, виконаних на червоній міді та золотистій латуні. Серед понад 40 барельєфів, тобто візуально більш об'ємних рельєфів, виділяються такі композиційно закінчені перлини, як «Ле-хаїм», «Роздуми», «Рибний базар», «Містечко», «Запалювання суботніх свічок», «Дощ», «Пліткарка», «Оркестр», «Хасіди», «Молитва»…
Згодом Сегал перейшов до створення об'ємних бронзових скульптур малих форм. Серед них такі, як «Ранок», «Оголена», «Балерина», «Материнство», «Мати з малюком», але, в основному, це персонажі Шолом Алейхема: «Мотл», «Тев'є», «Портний», « Шавець», «Бабуся», «Водонос», «Дощ», «Сліпий музикант», «Бесіда», «Дует», «Серенада», «Скрипаль», «Танцювальний клезмер», «Граючий на контрабасі», «Кларнетист», «Гравець на трубі», «Барабанщик», сам «Шолом Алейхем» — лише понад 30 скульптур.
Доктор мистецтвознавства професор Г. Островський писав про скульптора: "Лев Сегал займає особливе місце в сучасному ізраїльському мистецтві. У його роботах втілені в життя традиції єврейського мистецтва. Ці традиції вливаються натурально, подібно до річки, в єврейську культуру … Творчий світ Льва Сегала незвичайно конкретний, відчутний це світ містечка з його старими і беззахисними дітьми, ремісниками і торговцями, неодмінними козами, курями, кіньми, світ великої потреби і маленьких радостей…
У 1995 р. Лев Сегал переміг на конкурсі зі встановлення скульптури в м. Натанія, і в 1997 р. в місті було встановлено відлиту ним із бронзи триметрову фігуру «Скрипаль на даху». У 2004 р. у Нетанії було встановлено бронзову скульптурну пару Сегала «Клезмери»: «Кларнетист» і «Танцюючий». Через три роки вони перетворилися на квартет — до них додалися двометрові «Барабанщик» і «Контрабасист». У 2011 р. Лев Сегал переміг у конкурсі проєктів на створення пам'ятника Шолом-Алейхему, і в 2012 р. у м. Нетанія був встановлений створений скульптором триметровий бронзовий пам'ятник класику єврейської літератури. Поруч із п'ядесталом — текст, спеціально написаний і надісланий американською письменницею Бел Кауфман, онукою Шолом Алейхема: «Видатному письменникові на ідиш — душі єврейського народу». Лев Сегал був одним із творців творчого об'єднання «Село художників Са-Нур», є членом творчої спілки «Об'єднання професійних художників Ізраїлю». Роботи Льва Сегала експонувалися на 36 персональних виставках і понад 60 колективних виставках у Росії, Україні, Ізраїлі, Франції, Німеччині. Вони знаходяться в музеях і приватних колекціях цих країн, а також у США, Голландії та Бельгії. За створення скульптур у м. Нетанія Леву Сегалу було присвоєно звання «Почесний громадянин м. Нетанія».